# Xian de Li (Hebei)
Pour les articles homonymes, voir LI.
Le xian de Li (蠡县 ; pinyin : Lǐ Xiàn) est un district administratif de la province du Hebei en Chine. Il est placé sous la juridiction de la ville-préfecture de Baoding.

## Démographie
La population du district était de 477 462 habitants en 1999.